# ヴァレンベリ家

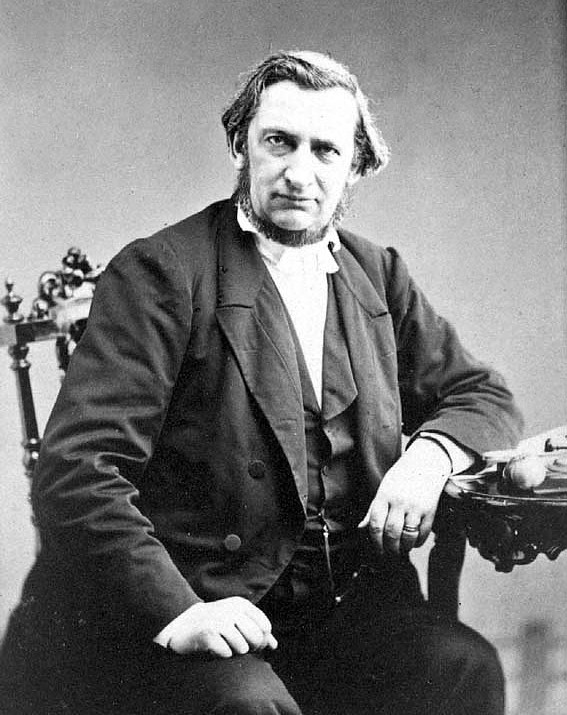
アンドレ・オスキャル・ヴァレンベリ (1816–1886)

ヴァレンベリ家（Familjen Wallenberg, [ˈvalːənbæɹʝ]　ワレンバーグ家、ウォーレンバーグ家）は、金融界と産業界で有名なスウェーデンで最も影響力があり富裕な一族である。1990年には、この一族がスウェーデンのGNPの3分の1を間接的に支配していたと見積もられている。ヴァレンベリ家は自らが人選した企業幹部を通じた閥と最大の議決権を持つ株式により兵器メーカーSAAB などの各傘下企業をコントロールしている。また、外交官のラオル・ヴァレンベリは第二次世界大戦中に何千人というユダヤ人をホロコーストから救ったことで知られている。

## ヴァレンベリ財団
ヴァレンベリ家は事業における多数の所有権や影響力をヴァレンベリ財団（Wallenbergstiftelserna）と呼ばれるものを通して行使している。ヴァレンベリ家により約10の異なる財団が設立されているが、この中で最大のものは2008年末の時点で基本資産530億USドル、世界中の財団の中で第19位のクヌート・アンド・アリス・ヴァレンベリ財団（Knut och Alice Wallenbergs Stiftelse）である。

## 家系図

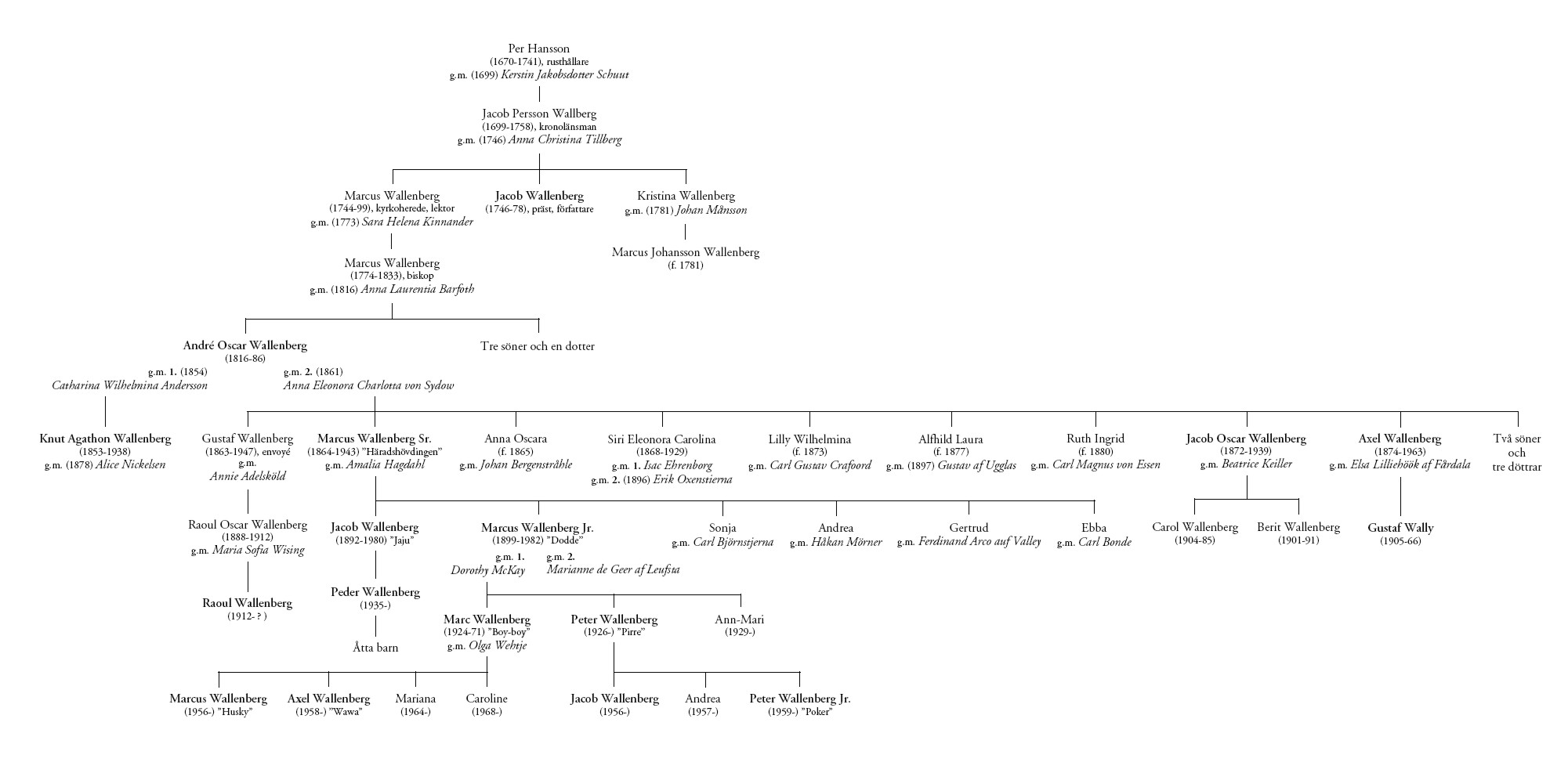
ヴァレンベリの家系図

## ヴァレンベリ一族
ノーベル財団理事を4人輩出している。
ヤーコプ・ヴァレンベリ（Jacob Wallenberg：1746年 - 1778年）
船乗り、聖職者で著述家、ヤコブはヴァルベリ（Wallberg）という名であったがヴァレンベリに改名した
マルクス・ヴァレンベリ（Marcus Wallenberg：1774年 - 1833年）
ヤーコプ・ヴァレンベリの甥、 リンシェーピングの主教.
アンドレ・オスキャル・ヴァレンベリ（Andre Oscar Wallenberg：1816年 - 1886年）
マルクス・ヴァレンベリの息子、新聞王で政治家、「ストックホルム・エンスキルダ銀行」（1856年）の設立者
クヌート・アガソン・ヴァレンベリ （ Knut Agathon Wallenberg：1853年 - 1938年）
オスキャル・ヴァレンベリの息子、銀行家で政治家
グスタフ・オスキャル・ヴァレンベリ（Gustaf Oscar Wallenberg：1863年 - 1937年）
オスキャル・ヴァレンベリの息子、実業家、外交官、政治家、駐日スウェーデン特命全権公使
マルクス・ヴァレンベリ (シニア)（Marcus Wallenberg (senior)：1864年 - 1943年）
オスキャル・ヴァレンベリの息子、産業人で銀行家
アクセル・ヴァレンベリ（Axel Wallenberg：1874年 - 1963年）
オスキャル・ヴァレンベリの息子、産業人で外交官
ラオル・オスキャル・ヴァレンベリ（Raoul Oscar Wallenberg：1888年 - 1912年）
グスタフ・ヴァレンベリの息子、海軍士官でラウル・ヴァレンベリの父
ヤーコプ・ヴァレンベリ (シニア)（Jacob Wallenberg (senior)：1892年 - 1980年）
マルクス・ヴァレンベリ (シニア)の息子、海軍士官で銀行家、産業人で外交官、ノーベル財団理事
マルクス・ヴァレンベリ (ジュニア)（Marcus Wallenberg (junior)：1899年 - 1982年）
マルクス・ヴァレンベリ (シニア)の息子、産業人で銀行家、外交官、ノーベル財団理事
グスタフ・ヴァリー（Gustaf Wally：1905年 - 1966年）
アクセル・ヴァレンベリの息子、舞踏家で俳優、劇場経営者
ラオル・ヴァレンベリ（Raoul Wallenberg：1912年 - 1947年）
ラオル・オスキャル・ヴァレンベリの息子、ホロコーストから多数のユダヤ人を救ったことで知られる外交官
マルク・ヴァレンベリ（Marc Wallenberg：1924年 - 1971年）
マルクス・ヴァレンベリ (ジュニア)の息子、銀行家で産業人
ペータル・ヴァレンベリ (シニア)（Peter Wallenberg (senior)：1926年 -）
マルクス・ヴァレンベリ (ジュニア)の息子、銀行家で産業人、ヴァレンベリ家の長老、ノーベル財団理事
ペーダル・ヴァレンベリ (シニア)（Peder Wallenberg (senior)：1935年 -）
ヤーコプ・ヴァレンベリ (シニア)の息子、建築家で実業家
ヤーコプ・ヴァレンベリ（Jacob Wallenberg：1956年 -）
ペータル・ヴァレンベリの息子、銀行家で産業人、ノーベル財団理事
マルクス・ヴァレンベリ（Marcus Wallenberg：1956年 -）
"フースキ（Husky）"、マルク・ヴァレンベリの息子、銀行家で実業家
ペータル"・ポーキャル"・ヴァレンベリ (ジュニア)（Peter "Poker" Wallenberg (junior)：1959年 -）
ペーテル・ヴァレンベリ (シニア)の息子、実業家
ナーネ・マリア・アナン（Nane Maria Annan）
ラオル・ヴァレンベリの姪、第7代国際連合事務総長・コフィー・アナンの妻